# 市川円香
市川 円香（いちかわ まどか、1983年3月28日 - ）は、奈良県出身のタレント。Dig-esT所属。

## 来歴
- 趣味はゴルフ、フラダンス、ダーツ、 ピグレット＆スティッチ集め
- 特技はヘアアレンジ、カラオケ
- 好きな食べ物はお好み焼き
- 2004年11月から2007年1月まで「関口宏の東京フレンドパークII」に女性従業員としてレギュラー出演していた。また2006年秋に有村実樹が降板してからは唯一の女性従業員だった。
- 2007年末にスペースクラフトを退社し、2008年4月にディグエストへ移籍。
- 2016年3月末を以てディグエストを退社し、フリーとして活動[1]
- 2017年5月5日、シャカで活動をしていた大熊啓誉と結婚したことをそれぞれの公式ブログで発表した。
- 2018年3月14日には第一子が誕生したことを発表している。

## 活動

### ドラマ
- MAGISTER NEGI MAGI 魔法先生ネギま!（2007年10月 - 2008年3月、テレビ東京）  - 釘宮円 役
- 松本清張没後20年特別企画・市長死す（2012年4月3日、フジテレビ） - レポーター 役

### バラエティ
- 関口宏の東京フレンドパークII （2004年11月 - 2007年1月） - 従業員
- 秘湯ロマン（2014年6月 - ）

### 舞台
- THE REDCARPETS Vol.3「ドールハウス」（2011年8月3日 - 7日、赤坂レッドシアター）
- 舞台「銀河英雄伝説 外伝 オーベルシュタイン篇」（2011年11月3日 - 11月23日、渋谷区文化総合センター さくらホール）カタリーナ
- BLUESTAXI第23回公演「Hello!Goodbye!」（2014年11月11日 - 16日、中野ザ・ポケット）
- ～PANIC MONKEY PRODUCE～「BACKSTAGE MONKEYS」（2015年8月26日 - 30日、キンケロシアター）
- 朝の笑劇サプリ「朝劇」（2017年1月18日 - 2月14日、プロント神田店・2階特設スペース）

### その他
- 東京シティ競馬 - アイドル予想師
- リネージュ - ガール・プリンセス 役